# Karolina Rahm
Karolina Rahm Enoksson, född 13 september 1965, är en svensk skådespelare och sångerska.
Rahm är kanske mest känd för rollen som Ina i komediserien Rena rama Rolf som sändes i TV4 i mitten av 1990-talet. Där spelade hon den arroganta medelklassfrun, gift med Nisse (Robert Gustafsson) som försvann inom tv vid samma tidpunkt som TV-serien lades ner.
Konsten att spela komedi fick hon lära sig hos Hagge Geigert när hon spelade i hans uppsättningar Snésprång, Hotelliggaren och Spanska flugan på Lisebergsteatern i Göteborg. På senare år har Karolina Rahm bland annat spelat Tre systrar med Teaterföreningen Verket i Vaxholm och en musikalversion av Anne Frank på Södra Teatern i Stockholm.
På film har hon medverkat i Fredrik Lindströms Känd från TV. Hon har sjungit i den göteborgska sånggruppen Ännadåva och framträder ofta som sångerska och underhållare tillsammans med skådespelaren och musikern Stefan Clarin.

## TV och film
- 1994 – Rena Rama Rolf (TV-serie)
- 2001 – Känd från TV